# فيرمينو فيلهو
فيرمينو فيلهو (16 ديسمبر 1963 - 6 أبريل 2021) اقتصادي وسياسي برازيلي. عضو في الحزب الديمقراطي الاجتماعي البرازيلي، شغل منصب عمدة تيريسينا من 1997 إلى 2004 ومرة أخرى من 2013 إلى 2020. بثلاث فترات، كان يضاهي سلفه رايموندو وول فيراز. كما عمل في الجمعية التشريعية في بياوي.

## السيرة الشخصية
تخرج فيلهو من جامعة بيرنامبوكو الفيدرالية بدرجة في الاقتصاد. حصل على درجة الماجستير من جامعة إلينوي. بعد ذلك عمل في محكمة كونتاس دا أونياو وأستاذًا في جامعة بياوي الفيدرالية.
بدأ فيلو مسيرته السياسية في سن الثلاثين عام 1993، عندما تم تعيينه من قبل عمدة تيريسينا رايموندو وول فيراز لمنصب سكرتير الشؤون المالية للبلدية. بعد وفاة العمدة في 22 مارس 1995 احتفظ فيليو بمنصبه الإداري تحت قيادة فرانسيسكو جيراردو.
هو عضو في الحزب الديمقراطي الاجتماعي البرازيلي، انتخب فيليو عمدة تيريسينا في عام 1996، متغلبًا على ألبرتو تافاريس سيلفا من حزب العمال من الحركة الديمقراطية البرازيلية في الجولة الثانية. كان فيليو أحد أصغر رؤساء البلديات في البرازيل وهزم ابن خصمه السابق ماركوس سيلفا في عام 2000. وقد حصل على جائزة أميغو دا كريانكا من اليونيسف ومؤسسة أبرينك، التي منحتها سفيرة اليونيسف دانييلا ميركوري في عام 1999.
كان فيلهو مهتمًا بشدة بتنمية سكان الطبقة العاملة في تيريسينا. قدم مشروع فيلا بايرو، الذي أدى إلى تحسين نوعية الحياة بشكل كبير في ضواحي المدينة. تم الاعتراف به باعتباره نجاحًا كبيرًا، التي أوصت بالممارسة للأمم المتحدة في مؤتمر عام 2000 في الصين. نتيجة لهذا التطور حصل على جوائز من برنامج الأمم المتحدة للمستوطنات البشرية، ومؤسسة فورد، ومصرف التنمية البرازيلي وغيرها.
في عام 2006 بعد عامين من تركه منصب العمدة، ترشح فيلهو لمنصب حاكم بياوي حيث هزمه الحاكم الحالي ويلينجتون دياس. في عام 2008 تم انتخابه للعمل في المجلس البلدي لتيريسينا، محققًا ثاني أعلى إجمالي تصويت في تاريخ مجلس بلدية تيريسينا، خلف كارلوس أوغوستو دي أراوجو ليما في عام 1972.
تم انتخاب فيلهو عضوا في الجمعية التشريعية في بياوي بعد حصوله على 47.634 صوتا. في عام 2012 هزم ويلينجتون دياس في الجولة الأولى وإلمانو فيرير في الجولة الثانية، وتولى مرة أخرى منصب عمدة تيريسينا.
في 6 أبريل 2021 تم العثور على فيرمينو فيلهو ميتًا في تيريسينا، حيث ورد أنه سقط من الطابق الرابع عشر من مركز نهر مانهاتن، موقع مكتبه مع محكمة كونتاس دا أونياو.